# Cephaloscyllium laticeps
Espèce
Statut de conservation UICN

 LC  : Préoccupation mineure
Cephaloscyllium laticeps, ou Holbiche grassouillette, est une espèce de requin grande et trapue de la famille des Scyliorhinidae pouvant atteindre jusqu'à 1,50 mètre de longueur.

## Morphologie générale
L'Holbiche grassouillette est reconnaissable par sa tête très large, de petite taille, ainsi que par sa couleur grise ou marron noisette parsemée de motifs foncés irréguliers et variés. Elle a des yeux allongés semblables à ceux d'un chat situé haut sur sa tête.
Cette espèce possède un corps robuste avec un ventre qui peut se gonfler et peut atteindre 150 centimètres de longueur. Elle possède deux nageoires dorsales dont une plus petite que l'autre et plus proche de la nageoire caudale que la première, ses deux nageoires pectorales sont assez grandes,.

## Habitat et distribution géographique
L'Holbiche grassouillette vis le long du plateau continental et des zones côtières, on peut la trouver à des profondeurs allant jusqu'à 650 mètres.Elle habite des eaux allant de 33°C à 42°C.,

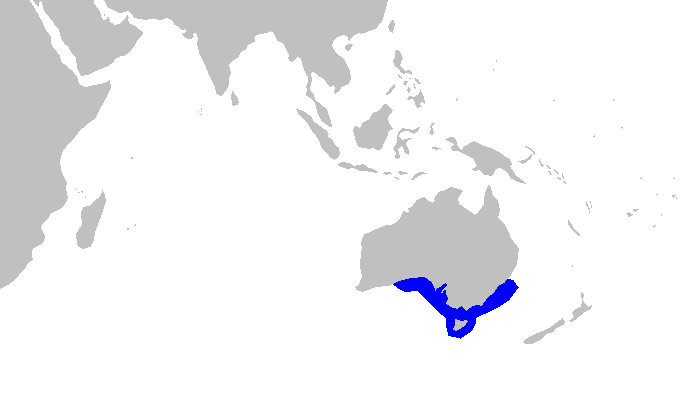
Distribution de Cephaloscyllium laticeps

Cette espèce se rencontre dans les eaux côtières au sud de l'Australie dans l'Océan Indien.

## Écologie et comportement
L'Holbiche grassouillette est un requin nocturne et sédentaire qui est le plus actif la nuit, le jour, on peut les observer en train de dormir en groupe ou dans des caves sous-marines.
Il a été observé que certains membres de cette espèce alternaient entre des périodes d'activité et des périodes d'inactivité de plusieurs jours tandis que d'autres restent actifs sur plusieurs mois. L'Holbiche grassouillette a tendance à rester un long moment (1 an) dans des zones viables ou elle peut s'alimenter correctement, c'est pour cela qu'on la qualifie comme une espèce de requin sédentaire.
Elle se nourrit le plus souvent de petits poissons de récif, de calmars et de crustacés, en particulier des crabes et des langoustes.